# وزير أباد (مشهد ميقان)
وزیر أباد (بالفارسية: وزیرآباد) هي قرية تقع في إيران في قسم مشهد میقان الريفي. يقدر عدد سكانها بـ 220 نسمة بحسب إحصاء 2016.